# 이시오카 고조
이시오카 고조(일본어: 石岡 康三, 1941년 4월 16일 ~ 2019년 10월 18일)는 일본의 전 프로 야구 선수이자 야구 지도자이다. 지바현 조세이군 이치노미야정 출신이며 현역 시절 포지션은 투수였다.

## 인물
중학교 시절에는 유격수로서 활약했다. 이치노미야 상업고등학교를 거쳐 메이지 대학에 진학했는데 도쿄 6대학 리그에서는 고토 고고, 야기 다카시를 비롯한 주력 투수와 함께 쓰지 요시노리와 배터리를 구성하며 1961년 춘계 리그 우승을 경험했고 그 해에 개최된 전일본 대학 야구 선수권 대회의 준결승전에서는 니혼 대학에게 패했다. 리그 통산 36경기 등판하여 10승 12패, 평균 자책점 1.78, 143개의 탈삼진을 기록했다. 대학 동기로는 포수 구라시마 게사노리, 외야수 미우라 가즈미(훗날 히로시마에 입단)가 있다.
1964년 고쿠테쓰 스왈로스에 대학 동기인 구라시마와 함께 입단, 본격파 우완 투수로서 기대돼 그 해엔 주니어 올스타전에도 출전했다. 시즌 전반기부터 선발진에 합류하면서 7월에는 요미우리 자이언츠를 상대로 첫 완봉승을 기록했지만 그해 시즌 성적은 겨우 2승(3패)에 그쳤다. 이듬해 1965년 이후에도 컨디션이 최고조에 달했을 때에는 선발로 기용됐지만 오래 지속하지 못하고 침체를 겪었다. 하지만 서서히 힘을 키워나가면서 1968년에는 이시도 시로쿠, 가와무라 야스히코와 함께 선발의 주축이 되면서 같은 해 시즌 10승을 기록했고 이듬해 1969년에도 10승을 거두는 등 2년 연속 두 자릿수 승리를 기록했다. 1970년에는 개막전 선발 투수를 맡았고 1972년부터 투수 코치를 겸임했다. 1973년에는 6경기에 등판했으나 선수로만 전념했던 1974년에 6승 5패 8세이브를 기록하며 그 해에 제정된 컴백상의 초대 수상자가 됐다. 1976년을 끝으로 현역에서 은퇴했고 이후 야쿠르트 1군 투수 코치 보좌(1977년), 2군 투수 코치(1978년 ~ 1984년), 1군 투수 코치(1985년 ~ 1992년) 등을 맡았다. 코치로 있으면서 1992년에 팀의 리그 우승에 기여했다.
2019년 10월 18일, 향년 78세의 일기로 사망했다.

## 에피소드
고쿠테쓰 스왈로스로부터 야쿠르트 스왈로스까지 선수로 활약했던 유일한 인물이며 야쿠르트와 사이타마 세이부 라이온스 등에서 활약했던 이시이 가즈히사는 먼 친척에 해당된다.

## 상세 정보

### 출신 학교
- 지바현립 이치노미야 상업고등학교
- 메이지 대학

### 선수 경력
- 고쿠테쓰 스왈로스·산케이 스왈로스·산케이 아톰스·아톰스·야쿠르트 아톰스·야쿠르트 스왈로스(1964년 ~ 1976년)

### 지도자 경력
- 야쿠르트 스왈로스 1군 투수 코치 보좌(1977년)
- 야쿠르트 스왈로스 2군 투수 코치(1978년 ~ 1984년)
- 야쿠르트 스왈로스 1군 투수 코치(1985년 ~ 1992년)

### 수상·타이틀 경력
- 컴백상(1974년)

### 등번호
- 26(1964년 ~ 1967년)
- 15(1968년 ~ 1976년)
- 63(1977년 ~ 1980년)
- 66(1981년 ~ 1985년)
- 70(1986년 ~ 1992년)

### 연도별 투수 성적
| 연 도       | 소 속                           | 등 판 | 선 발 | 완 투 | 완 봉 | 무 4 구 | 승 리 | 패 전 | 세 이 브 | 홀 드 | 승 률 | 타 자 | 이 닝  | 피 안 타 | 피 홈 런 | 볼 넷 | 고 4 | 몸 맞 | 탈 삼 진 | 폭 투 | 보 크 | 실 점 | 자 책 점 | 평 자 책 | W H I P |
| ----------- | ------------------------------- | ----- | ----- | ----- | ----- | ------- | ----- | ----- | -------- | ----- | ----- | ----- | ------ | -------- | -------- | ----- | ---- | ----- | -------- | ----- | ----- | ----- | -------- | -------- | ------- |
| 1964년      | 고쿠테쓰 산케이 아톰스 야쿠르트 | 25    | 5     | 2     | 1     | 0       | 2     | 3     | --       | --    | .400  | 296   | 73.2   | 59       | 5        | 27    | 0    | 1     | 39       | 1     | 0     | 26    | 24       | 2.92     | 1.17    |
| 1965년      | 고쿠테쓰 산케이 아톰스 야쿠르트 | 27    | 8     | 0     | 0     | 0       | 0     | 4     | --       | --    | .000  | 233   | 53.0   | 59       | 6        | 18    | 0    | 1     | 39       | 1     | 0     | 29    | 28       | 4.75     | 1.45    |
| 1966년      | 고쿠테쓰 산케이 아톰스 야쿠르트 | 33    | 8     | 2     | 1     | 0       | 4     | 4     | --       | --    | .500  | 376   | 93.1   | 67       | 10       | 28    | 1    | 1     | 56       | 0     | 0     | 31    | 22       | 2.13     | 1.02    |
| 1967년      | 고쿠테쓰 산케이 아톰스 야쿠르트 | 24    | 6     | 3     | 0     | 1       | 3     | 2     | --       | --    | .600  | 261   | 59.1   | 62       | 10       | 20    | 1    | 2     | 33       | 2     | 0     | 34    | 30       | 4.58     | 1.38    |
| 1968년      | 고쿠테쓰 산케이 아톰스 야쿠르트 | 46    | 34    | 6     | 3     | 2       | 10    | 10    | --       | --    | .500  | 896   | 226.0  | 168      | 17       | 59    | 4    | 6     | 169      | 3     | 0     | 76    | 67       | 2.67     | 1.00    |
| 1969년      | 고쿠테쓰 산케이 아톰스 야쿠르트 | 38    | 32    | 6     | 0     | 0       | 10    | 16    | --       | --    | .385  | 878   | 203.2  | 202      | 22       | 66    | 2    | 6     | 129      | 4     | 0     | 106   | 82       | 3.62     | 1.32    |
| 1970년      | 고쿠테쓰 산케이 아톰스 야쿠르트 | 36    | 21    | 3     | 1     | 1       | 6     | 14    | --       | --    | .300  | 636   | 155.0  | 138      | 17       | 48    | 1    | 4     | 104      | 4     | 0     | 69    | 56       | 3.25     | 1.20    |
| 1971년      | 고쿠테쓰 산케이 아톰스 야쿠르트 | 45    | 12    | 5     | 0     | 1       | 8     | 11    | --       | --    | .421  | 619   | 153.2  | 125      | 16       | 52    | 3    | 4     | 98       | 0     | 0     | 57    | 50       | 2.92     | 1.15    |
| 1972년      | 고쿠테쓰 산케이 아톰스 야쿠르트 | 29    | 4     | 1     | 0     | 0       | 8     | 3     | --       | --    | .727  | 331   | 78.0   | 64       | 7        | 32    | 3    | 1     | 54       | 3     | 0     | 34    | 33       | 3.81     | 1.23    |
| 1973년      | 고쿠테쓰 산케이 아톰스 야쿠르트 | 6     | 0     | 0     | 0     | 0       | 0     | 1     | --       | --    | .000  | 42    | 8.2    | 14       | 1        | 2     | 0    | 0     | 7        | 0     | 0     | 7     | 6        | 6.00     | 1.85    |
| 1974년      | 고쿠테쓰 산케이 아톰스 야쿠르트 | 33    | 1     | 0     | 0     | 0       | 6     | 5     | 8        | --    | .545  | 265   | 70.1   | 38       | 7        | 25    | 1    | 1     | 48       | 0     | 0     | 19    | 16       | 2.06     | 0.90    |
| 1975년      | 고쿠테쓰 산케이 아톰스 야쿠르트 | 26    | 7     | 0     | 0     | 0       | 3     | 4     | 1        | --    | .429  | 244   | 60.1   | 54       | 9        | 17    | 1    | 0     | 20       | 0     | 0     | 23    | 22       | 3.30     | 1.18    |
| 1976년      | 고쿠테쓰 산케이 아톰스 야쿠르트 | 17    | 0     | 0     | 0     | 0       | 1     | 1     | 0        | --    | .500  | 99    | 22.2   | 30       | 6        | 5     | 0    | 0     | 10       | 0     | 0     | 14    | 12       | 4.70     | 1.54    |
| 통산 : 13년 | 통산 : 13년                     | 385   | 138   | 28    | 6     | 5       | 61    | 78    | 9        | --    | .439  | 5176  | 1257.2 | 1080     | 133      | 399   | 17   | 27    | 806      | 18    | 0     | 525   | 448      | 3.21     | 1.18    |

- 굵은 글씨는 시즌 최고 성적.
- 고쿠테쓰(고쿠테쓰 스왈로스)는 1965년 시즌 도중에 산케이(산케이 스왈로스), 1969년 아톰스, 1970년 야쿠르트(야쿠르트 아톰스)로 구단명을 변경